# Marko Veselica
Marko Veselica (* 9. Januar 1936 in Glavice bei Sinj; † 17. Februar 2017 in Zagreb) war ein jugoslawischer Funktionär (BdKJ) und als eine der Führungspersönlichkeiten des „Kroatischen Frühlings“ ein bekannter Dissident und politischer Häftling. Nach der Unabhängigkeit Kroatiens war er kroatischer Politiker der Kroatischen Demokratischen Partei (HDS).

## Leben
Veselica war der Sohn eines gefallenen Tito-Partisanen. Als Mitglied der Kommunistischen Partei Jugoslawiens war er Jugend- und Studentenfunktionär. Er studierte und promovierte Wirtschaftswissenschaften an der Universität Zagreb und lehrte politische Ökonomie gemeinsam mit Savka Dabčević-Kučar. Veselica wurde ins Präsidium und den Rat der Gewerkschaften Kroatiens gewählt und war Abgeordneter der kroatischen Landeshauptstadt Zagreb im jugoslawischen Parlament in Belgrad.
Als eine der Führungspersönlichkeiten des „Kroatischen Frühlings“ wurde er im Juli 1971 aus der Partei ausgeschlossen. 1972 wurde er zu sieben Jahren schweren Kerkers im Gefängnis Stara Gradiška verurteilt.
Kurz nachdem Amnesty international ihn 1977 zum „Gefangenen des Monats“ ernannt hatte, wurde Veselica entlassen. Nach einem Interview für das Nachrichtenmagazin Der Spiegel wurde Veselica vom kommunistischen Regime Jugoslawiens als „kroatischer Nationalist“ zu 11 Jahren Haft verurteilt. Nach der Haft ging er ins Exil.
Während des Zerfalls Jugoslawiens und der sich anbahnenden Unabhängigkeit Kroatiens kehrte Veselica aus dem Exil zurück und war im Jahr 1990 eines der Gründungsmitglieder der Kroatischen Demokratischen Partei (HDS). Im gleichen Jahr wurde er Vorsitzender der neugegründete Kroatischen Gesellschaft der politischen Gefangenen (HDPZ).
Veselica starb am Morgen des 17. Februar 2017 im Alter von 81 Jahren in Zagreb.

## Werke
- Moja hrvatska sudbina : Uznički dnevnik. Matica hrvatska, Zagreb 2003.
- Marko Veselica: Die Todkrankheit Jugoslawiens – Die kroatische Frage. Für dieses Interview: 11 Jahre Zuchthaus. Hrsg.: Karl-Heinz Aldag. Hamburg 1980 (Interview für Der Spiegel).